# Tonwertskala
Die Tonwertskala zeigt die Tonwertverteilung in einem Bild an, wobei der hellste Punkt weiß, der dunkelste Punkt schwarz angezeigt wird. Dies wird dann anhand einer Graphik in einem Koordinatensystem dargestellt. Moderne Digitalkameras zeigen die Tonwertskala ebenso an wie verschiedene Bildbearbeitungsprogramme. Anhand der Tonwertskala können dann Tonwertkorrekturen vorgenommen werden, indem die Hell/Dunkel-Verteilung der Bildpunkte entsprechend verändert wird.